# ألكساندر باتو
ألكساندر رودريغيز دا سيلفا (بالبرتغالية: Alexandre Pato)، هو لاعب كرة قدم برازيلي في نادي ساو باولو البرازيلي، من مواليد 2 سبتمبر 1989. يعرف بـ ألكساندر باتو نسبة إلى المدينة التي ولد فيها باتو بلانكو (البطة البيضاء) في ولاية بارانا في البرازيل. بدأ مسيرته الكروية مع نادي إنترناسيونال البرازيلي في عام 2006، وقد لعب معهم حتى عام 2007، وشارك معهم في 26 مباراة وسجل 12 هدف، وانتقل في عام 2007 إلى إيه سي ميلان بمبلغ 20 مليون يورو وهو لا يزال في السابعة عشر من عمره، وفي عام 2013 انتقل الي نادي كورينثيانز كورينثيانز باوليستا البرازيلي.
و قد لعب مع منتخب البرازيل لكرة القدم تحت 20 سنة في كأس العالم للشباب تحت 20 سنة 2007، وقد كان هداف المنتخب برصيد 5 أهداف، وفي 26 مارس 2008 استطاع باتو أن يسجل أول أهدافه الدولية مع المنتخب البرازيلي عندما واجهوا منتخب السويد في اللقاء الودي الذي أقيم في العاصمة الإنجليزية لندن.

## نشأته
بدأ ألكساندر لعب كرة القدم في الأماكن المغلقة (كرة القدم الخماسية) في مسقط رأسه وكان عمره ثلاث سنوات. وعاجلاً أصبحت قدرته معروفة في جميع أنحاء جنوب الدولة البرازيلية بارانا لكونه بارع وموهوب وهداف، بعد أن اشاد به العديد من المديرين، وذهب إلى بورتو أليجري، ريو جراندي دو سول، لمحاولة تجربة جرميو. وان جرميو قام بطرده، النادي الذي كان يؤيده منذ أن كان صبي—ولكن منافسين محليين انترناسيونال قاموا باقناعه للعب لديهم. على الرغم من عداوة الناديين الشديدة، فقام صديقه أسامة لسود باقناعه لتغيير ولائه.
في عام 2000، عندما كان يبلغ من العمر إحدى عشر عاماً، قرر الأطباء انه يحتمل أن يكون لديه ورم خبيث في ذراعه الأيسر، والذي وقع بعد أن كان قد كسره مرتين في نفس المكان. إذا لم يتم ازالته، سيواجه احتمال أن تتحول إلى سرطان في غضون شهرين. لم تتمكن عائلته من دفع ثمن العملية الجراحية ولكن تطوع واحدا من أصدقاء العائلة وهو طبيب، تنفيذ العملية مجانا.

## الأندية

### انترناسيونال
عندما كان عمره سبعة عشر عاما كانت هذه هي مشاركته الأولى في الفريق، فان باتو ساعد انترناسيونال إلى الفوز 4-1 على بالميراس في 26 نوفمبر 2006. في هذه المباراة كان لباتو ثلاث مساعدات وسجل هدفا أيضا. وكان مثوله سبب لتسليط الضوء على يه كلاعب شاب وخلق توقعات ومقارنات مع نجم آخر من جنوب البرازيل، الذي كان لاحقاً لاعب في برشلونة، والآن هو زميله في الفريق الحالي رونالدينيو.
وقام باتو بعد البداية المذهلة في ضمن تشكيلة الفريق انترناسيونال الذي سافر إلى اليابان في ديسمبر 2006 للتنافس في كأس العالم للأندية لكرة القدم 2006. وتأهلت انترناسيونال لهذه البطولة بعد فوزها في كأس ليبرتادوريس لعام 2006 في أغسطس. في 13 ديسمبر 2006، وقام باتو بتسجيل الهدف الأول لانترناسيونال في البطولة في الدقيقة الثالثة وعشرون من الدور نصف النهائي ضد حامل لقب دوري أبطال أفريقيا الأهلي، وكان مكان الاستاد الأولمبي في طوكيو. وتم استبداله في وقت لاحق خلال الدقيقة الخامسة وستون بسبب اصابته بتمزق عضلي في ساقه اليمنى. والذي أحل محله هو لويز ادريانو الذي سجل هدف في الدقيقة اثنين وسبعون ليعطي انترناسيونال الفوز 2-1 ومكان في المباراة النهائية ضد بطل الاتحاد الأوروبي لدوري أبطال أوروبا برشلونة.
وفي نهائي كأس العالم للأندية لكرة القدم لعام 2006 التي اقيمت في الاستاد الدولي في يوكوهاما في 17 ديسمبر 2006، أمام 67,128 متفرج. بدأ ألكساندر باتو المباراة، ولكن تم استبداله بلويز أدريانو في الدقيقة واحد وستون وكانت النتيجة لا تزال 0-0. اذن لم يكن باتو في الملعب عندما سجل أدريانو جابيرو في الدقيقة اثنين وثمانون الذي أدى إلى إعطاء انترناسيونال صدمة في الفوز 1-0، وفي النهاية كأس العالم للأندية لعام 2006.
=== ريال مدريد
```
===
```

وان شاغل بطل أوروبا ميلان أكدت رسميا على توقيع باتو في 2 أغسطس 2007.
بسبب لوائح الفيفا لكرة القدم والاتحاد الأوروبي فيما يتعلق بعدم السماح للقصر، وكان باتو غير قادر على لعب مباراة رسمية له مع ميلانو حتى 3 يناير 2008، عندما فتح تسجيل الانتقالات الإيطالية. ومع ذلك فقد سمح لميلان لتضمن اللاعب في مباريات ودية والتدريب ابتداء من 3 سبتمبر 2007 بعد يوم واحد من عيد ميلاده الثامن عشر. وتقدم باتو ببداية غير تنافسية في فخ التعادل 2-2 مع دينامو كييف يوم 7 سبتمبر 2007 وسجل هدف بضربة رأس. في 4 يناير 2008، أصبح نقل باتو إلى ميلان رسمياً.
وسجل باتو هدفه الأول لميلان في دوري الدرجة الأولى الإيطالي لأول مرة ضد نابولي 5-2 في الانتصار على أرض وطنه يوم 13 يناير 2008. وسجل أول هدفين لميلان في الفوز 2-0 على جنوى على ملعب سان سيرو في 27 يناير 2008. أنهى موسم 2007-08 مع 9 أهداف في 20 مباراة (18 في الدوري).
في أواخر عام 2008، سجل باتو هدفين في ميلانو في فوز 5-1 على اودينيزي قبل عطلة عيد الميلاد، وتمكن من التألق من جديد مع هدفين ضد روما في الجولة التالية في الاستاد الأولمبي في 11 يناير 2009، وثبت أنه جزء حيوي من الهجوم في ميلانو. وواصل جهوده الرائعة لميلان، حقق ستة أهداف في أربع مباريات، بما في ذلك ضربة فوز مباراة ضد فيورنتينا في 18 يناير. في 15 فبراير، انه سجل هدفه الإحدى عشر لهذا الموسم في هزيمة بنتيجة 2-1 ضد منافسه في الوطن انترنازيونال. وفي 26 فبراير، قام باتو بتسجيل هدفه الاثنى عشر لهذا الموسم ضد فيردر بريمن في كأس الاتحاد الأوروبي، في مباراة ميلان 2-2، ولكن مع هذا، خرج من المنافسة على قاعدة الأهداف خارج أرضه. وتابع باتو لياقته الجيدة مع هدفين في مرمى سيينا في 15 مارس. وأنهى باتو موسم 2008-09 برصيد 18 هدفا. هذا يعني أن باتو انهى موسم 2008-09 كهداف ميلان.في المباراة الأولى للموسم الجديد 2010/2009 سجل باتو هدفين لميلان وتقديمهم للفوز 2-1 على سيينا.
و من أفضل اهدافه مع الفريق، الهدف الذي أصبح خامس اسرع هدف في تاريخ UEFA والذي سجله بعد 24 ثانية من بدء المباراة في 13/09/2011 والأفضل من سرعة الهدف هو انه سجله على فريق برشلونة الذي هو أفضل فريق في العالم في ذلك الوقت.و قد مرر الكرة من بين قدمي الحارس من خارج منطقة الجزاء.ثم انتقل إلى كورينثيانز البرازيلي ثم إلى ساو باولو
لعب نادي فياريال الاسباني عام 2016

## مشواره الدولي
بعد اكتسابه للخبرة جرا لعبه المستمر الأندية، فقد استدعى من لـ منتخب البرازيل للشباب. وساهم في الحصول على للفوز في بطولة كوبا أمريكا للشباب عام 2007، التي أهلت البرازيل لـ كأس العالم للشباب تحت 20 سنة 2007. وقد اختاره دونغا للمشاركة في دورة الألعاب الأولمبية الصيفية 2008. وسجل هدفه الأول منتخب البرازيلي في أول ظهور ضد السويد على استاد الإمارات في إنجلترا في 26 مارس 2008 وتفوقه على سجل بيليه في احراز الأهداف خلال ثوان من أول مباراة دولية كاملة له.

## الحياة الشخصية
منذ عام 2007 باتو قد شرع في إقامة علاقة مع الممثلة البرازيلية ستيفاني بريتو لمدة سنتين من دراسته العليا. وقد انفصلوا في يناير 2009 ويقال انهم اتفقوا على الانفصال لأنهم لا يستطيعون الحفاظ على المسافات الطويلة في العلاقة. وفي مساء يوم 7 يوليو 2009 تزوج باتو من ستيفاني بريتو في حفل أقيم في قصر كوباكابانا.

## تكريم
إنترناسيونال
- ريكوبا اتحاد أمريكا الجنوبية: 2007
- كأس العالم للأندية: 2006

## الدولية
- كأس القارات: 2009
- كأس مريكا الجنوبية للشباب: 2007
- كأس سينداي: 2006
- أولمبياد بكين 2008 : الميدالية البرونزية

## الفردية
- يو البرازيلي: هداف بطولة 2006
- يو البرازيلي: أفضل لاعب 2006
- سينداي كأس: هداف في 2006
- سينداي كأس: أفضل لاعب في 2006
- الدوري الإيطالي: لاعب في شهر يناير 2009

## تقرير عن الحياة المهنية

### أهدافه مع الأندية
| النادي        | الموسم        | الدوري المحلي | الدوري المحلي | الكأس المحلي | الكأس المحلي | المسابقات القارية1 | المسابقات القارية1 | بطولات أخرى2 | بطولات أخرى2 | المجموع | المجموع |
| النادي        | الموسم        | الظهور        | الأهداف       | الظهور       | الأهداف      | الظهور             | الأهداف            | الظهور       | الأهداف      | الظهور  | الأهداف |
| ------------- | ------------- | ------------- | ------------- | ------------ | ------------ | ------------------ | ------------------ | ------------ | ------------ | ------- | ------- |
| إنترناسيونال  | 2006          | 1             | 1             | -            | -            | -                  | -                  | 2            | 1            | 3       | 2       |
| إنترناسيونال  | 2007          | 9             | 5             | -            | -            | 7                  | 4                  | -            | -            | 16      | 9       |
| إنترناسيونال  | المجموع       | 10            | 6             | -            | -            | 7                  | 4                  | 2            | 1            | 19      | 11      |
| ميلان         | 2007-08       | 18            | 9             | -            | -            | 2                  | 0                  | -            | -            | 20      | 9       |
| ميلان         | 2008-09       | 23            | 11            |              |              | 5                  | 2                  |              |              | 28      | 13      |
| ميلان         | المجموع       | 41            | 20            | -            | -            | 7                  | 2                  | -            | -            | 46      | 22      |
| المجموع الكلي | المجموع الكلي | 51            | 26            | -            | -            | 14                 | 6                  | 11           | 4            | 76      | 33      |

1البطولات القارية تشمل كأس ليبرتادوريس، ودوري أبطال أوروبا 

2البطولات الأخرى تشمل كأس العالم للأندية 

### الأهداف الدولية
| #  | التاريخ       | المكان        | الخصم  | سجل | النتيجة | المسابقه    |
| -- | ------------- | ------------- | ------ | --- | ------- | ----------- |
| 1. | 26 مارس، 2008 | إنجلترا، لندن | السويد | 1–0 | فوز     | مباراة وديه |

## وصلات خارجية
- ألكساندر باتو على موقع الاتحاد الدولي (مؤرشف)  (الإنجليزية)
- ألكساندر باتو على موقع الاتحاد الأوربي (الإنجليزية)
- ألكساندر باتو على موقع الدوري الأمريكي (الإنجليزية)
- ألكساندر باتو على موقع إي إس بي إن إف سي (الإنجليزية)
- ألكساندر باتو على موقع قاعدة بيانات كرة القدم.إي يو (الإنجليزية)
- ألكساندر باتو على موقع ليكيب (الفرنسية)
- ألكساندر باتو على موقع ناشيونال فوتبول تيمز (الإنجليزية)
- ألكساندر باتو على موقع Soccerbase.com (لاعب) (الإنجليزية)
- ألكساندر باتو على موقع Soccerway.com (الإنجليزية)
- ألكساندر باتو على موقع عالم كرة القدم.نت (الإنجليزية)
- الموقع الرسمي
- الكسندر باتو السيرة الذاتية
- لمحة في FootballDatabase.com
- فيديو مع اهدافه والمهارات في انترناسيونال والبرازيل الفرعية 20
- الكسندر باتو (ميلان) في الملف الشخصي البرتغالية
- الكسندر باتو
- السيرة الذاتية لالكسندر باتو
- الكسندر باتو